# Hans Daucher (Kunstpädagoge)
Hans Daucher (* 7. Februar 1924 in Amberg; † 1. September 2013 in München) war ein deutscher Kunstpädagoge und Maler. Er war Professor für Kunstpädagogik an der Ludwig-Maximilians-Universität München und Autor der Großen Zeichenschule. Mit seiner Ehefrau Mirjam, geb. Henszler, hatte er zwei Kinder; Jeannette Daucher (* 1959 in München), Kunsterzieherin am Asam-Gymnasium München, und Hans-Kaj Daucher (* 1954 in München), Arzt. Hans Daucher lebte und malte in München, Frauenchiemsee (Ferienkurse bis 2013 mit seiner Tochter) und Capri.

## Leben und Wirken
Hans Daucher besuchte die Aufbauschule Amberg (heute Max-Reger-Gymnasium) und legte dort 1942 das Abitur ab. Während des Zweiten Weltkriegs war er bis Kriegsende Soldat bei der Luftwaffe. Die kurze Stationierung als Soldat in Frankreich (Normandie) war für ihn prägend. Nach dem Krieg arbeitete er bei einem Kirchenmaler, um sich auf die Akademie vorzubereiten. Dennoch studierte er zunächst Philosophie und Psychologie an der Universität München und ab 1947 Malerei an der Akademie der Bildenden Künste München bei Xaver Fuhr und Kunsterziehung bei Anton Marxmüller. 1951 absolvierte er das 1. Staatsexamen. Nach dem 2. Staatsexamen trat er seine erste Stelle in Marquartstein an. 1953 heiratete er seine Frau Mirjam. Da die Stellung in Marquartstein die junge Ehe belastete, wechselte er vom Staat als Arbeitgeber zur Stadt München, zunächst an das St. Anna Gymnasium im Lehel und schließlich an das Theodolindengymnasium in Harlaching. Zusammen mit Schülerinnen schuf er das Mosaik, das heute noch über dem Eingang der Schule zu sehen ist. Nach einer Dozentur an der Pädagogischen Hochschule Augsburg, erhielt er 1970 eine Professur an der Pädagogischen Hochschule München/Pasing und baute dort den Lehrstuhl für Kunstpädagogik auf.
„Seine Wohnung mit Atelier wurde bald zum Treffpunkt der Schwabinger Kunstszene. Schon immer war es ihm wichtig, Menschen im besten Sinne Kunst beizubringen. In den 1970er Jahren gelang ihm dank seiner Überzeugungs- und Durchsetzungskraft die Eingliederung der Kunstpädagogik in die Fakultät der Kunstwissenschaften der Ludwig-Maximilians-Universität München“ ... und entriss sie endgültig dem Dornröschenschlaf als Anhängsel der allgemeinen Schulpädagogik. Unter dem strategischen Ziel, eine Ästhetische Erziehung auf Universitätsniveau zu schaffen, richtete Daucher den Lehrstuhl für Kunsterziehung, dessen Ordinarius er bis 1992 war, in zwei Richtungen aus:
1. Gestalten mit dem Schwerpunkt Malerei auf höchstmöglichem Niveau. Hierzu verpflichtete er namhafte Künstler wie Ernst Eichinger, Hannes Strauch (beide Malerei), Gerhard Graeb[2] (Fotografie), Thomas Lehnerer (Philosophische Ästhetik), Gabriele Schnitzenbaumer (Keramik) und Angelika Obletter[3] (Chinesische Malerei) als Dozenten.
2. Wissenschaftliche Grundlagen der Ästhetischen Erziehung[4]: Unter Daucher wurde unter der Leitung von Almut Clausen[5] ein Forschungsprojekt an den Lehrstuhl geholt, das sich erstmals in einer breit angelegten Feldstudie mit frühkindlichem Zeichnen auseinandersetzte. Diese Ergebnisse ließen zum ersten Mal medizinisch relevante Rückschlüsse auf frühkindliche Entwicklungsstörungen[6] zu.

In diesem Kontext ist auch Dauchers wissenschaftlicher Schwerpunkt zu sehen. Dieser lag zum einen auf der Verbindung cerebraler Funktionen, wie der Hemisphärentheorie mit ästhetischer Erziehung. Zum anderen dokumentierte er in zahlreichen Forschungsprojekten und Seminaren die lückenlose ästhetische Entwicklung des Menschen von frühkindlichen Kritzeleien über Kopffüßler, bis zum Verlust des kindlichen Gestaltens in der Pubertät. Damit trug er dazu bei, Kategorien der ästhetischen Entwicklung zu schaffen, die heute zum Standard in diesem Fach und darüber hinaus geworden sind.

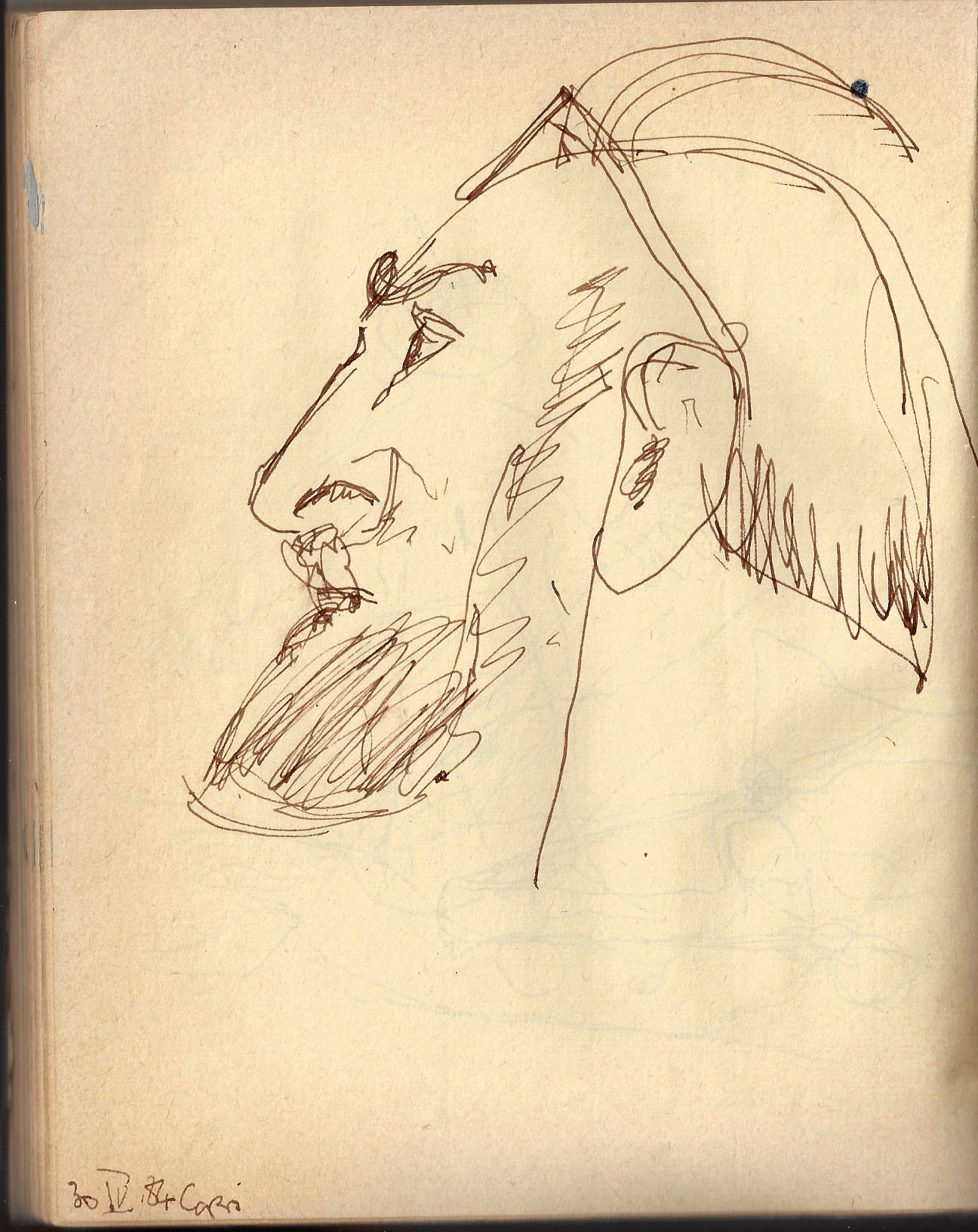
60 Sekunden Portraitzeichnung eines Studenten nach Hypnose, Daucher darstellend

Daucher vernetzte den Lehrstuhl für Kunsterziehung der LMU auch interdisziplinär. Immer wieder stellte er in Seminaren, die von externen Dozenten gehalten wurden, u. a. Bezüge zur damals noch jungen Wissenschaft der Kunsttherapie her, wobei er selbst immer der Überzeugung war, dass Kunst für sich bereits Therapie ist. Im Rahmen seiner Beobachtung der Wechselwirkung von Gehirn und künstlerischem Schaffen interessierte sich Daucher in diesem Zusammenhang für die Themen Autogenes Training und Hypnose. Hierzu veranstaltete er in den 1980er Jahren auf Capri in der Villa Malaparte experimentelle Seminare unter der Leitung von Dieter Vaitl. Studentische Probanden mussten nach Hypnose oder autogenem Training bestimmte Zeichen- oder Malaufgaben bewältigen. „Fragt man nach Dauchers Verdiensten in seiner aktiven Zeit als Professor für Kunstpädagogik, fällt der Begriff vom ‚frischen Wind‘, den er entfachte. Schon 1986 konnten sich seine Studenten aktiv mit der Bildgestaltung am Computer auseinandersetzen, eine Pioniertat und ein Indiz dafür, dass Neugier und Offenheit für künstlerisches Arbeiten unabdingbar sind.“
Bei aller Wissenschaftlichkeit und deren Förderung verlor er aber nie die bestmögliche Ausbildung seiner Studenten aus den Augen. Wer sich auf Daucher, der selbst eine umfangreiche Lehrtätigkeit absolvierte, einließ, dem gab er Gestaltungsmittel und -wegweiser an die Hand, mit denen auch Mittelbegabte beachtliche, künstlerische Ergebnisse erzielen konnten. Dieses künstlerische Rüstzeug trugen seine Studenten und späteren Kunsterzieher hundertfach in ihre Berufspraxis und machten so die Kunsterziehung in Bayern von einem Frust- zu einem Lustfach.

## Ehrungen
- 1991 Preis der Bayerischen Volksstiftung[10]
- 2011 Schwabinger Kunstpreis (Ehrenpreis)

## Schriften
- Künstlerisches und rationalisiertes Sehen. Gesetze des Wahrnehmens und Gestaltens. München: Ehrenwirth 1967
- Vision artistica y vision racionalizada. Coleccion Cornunicacion Visual (Span. Ausgabe von: Künstlerisches und rationalisiertes Sehen, München: 1967). Barcelona: Editorial Gustavo Gili 1978
- mit Rudolf Seitz (Kunstpädagoge): Didaktik der bildenden Kunst. München: Don Bosco 1969
- mit Otto, Gunter u. Seitz, Rudolf: Lehrprogramm Kunstdidaktik. In: Kunst + Unterricht (Hannover), 4. Jg. (1971), Sonderheft, S. 23–108
- Kunststoffe. In: Kunst + Unterricht (Hannover), 5. Jg. (1972), Heft 16, S. 22 und S. 27
- City Scout System In: Graphic design 55 (Tokyo), o.Jg. (1974), Heft Nr. 55, August, S. 61 ff
- Musische und technische Experimente. Kunsterziehung in Amerika ein Reisebericht. In: Kunst +Unterricht (Hannover), 7. Jg. (1974), Heft 27. S. 50 f
- Creativity as a Structural Problem of Thinking. In: International Perspective Creativity Research. National Council of Educational Research. New Delhi 1980
- mit Karl-Peter Sprinkart (Hrsg.): Ästhetische Erziehung als Wissenschaft. Probleme, Positionen, Perspektiven. Köln: DuMont 1979 Darin: Psychogenetische Erklärungsansätze zum Ästhetikbegriff S. 111–132, und: Bericht vom 21. Kongress des Internationalen Kunsterzieherverbandes in Australien vom 12. 19. August 1978. S. 277–292
- Psychological Aspects of Aesthetics. In: Art in International Diversity. Melbourne/London/New York
- Wege des Zeichnens. Grundlagen, Band 1; Landschaften;  Figur, Band 3 – alle Ravensburg: Ravensburger 1985
- Wege des Zeichnens. Porträt, Band 4; Gegenstände, Band 5; Werkstattgeheimnisse, Band 6 alle Ravensburg: Ravensburger 1986
- Modos de Dibujar, Bde. 1-6. Span. Ausgabe von: Wege des Zeichnens, Bde. 1–6. Ravensburg 1985/86. Barcelona / Madrid / Buenos Aires / Mexiko Naucalpan / Bogota / Santiago de Chile: Editorial Gustavo Gili 1987
- Reinheit versus Ornament. Interview von Walter Siegfried. In: du (Zürich), o.Jg. (1986), Heft 1, S. 68–71
- (Hrsg.): Der Senfkorngarten. Lehrbuch der chinesischen Malerei. Übersetzung von Angelika Obletter und Emilie Sun. 2 Bde. Ravensburg: Ravensburger 1987
- Kinder denken in Bildern. München: Piper 1990; Darin: Kinder zeichnen was sie denken. 135–158
- Die Große Zeichenschule. 624 Seiten zum Hineinzeichnen, mit 350 Zeichnungen großer Meister aus verschiedenen Zeiten und Kulturen; Neuherausgabe Edition XXL, Tosa-Verlag Fränkisch-Crumbach, 2008